# Томечак, Иван
И́ван То́мечак (хорв. Ivan Tomečak; 7 декабря 1989, СФРЮ) — хорватский футболист, защитник клуба «Рудеш».

## Биография

### Клубная карьера
В 2004 году Томечак стал игроком молодёжной академии загребского «Динамо». По причине не прохождения в основную команду «Динамо» отправился играть в Третью лигу Хорватии, в клуб «Локомотива» из того же Загреба. Сразу же стал игроком основы, в первый свой сезон отыграл почти все матчи и помог клубу выйти во Вторую лигу. В своём втором сезоне в клубе, уже во второй лиге, сыграл 15 матчей, после чего был возвращён 15 января 2009 года из аренды.
1 марта 2009 года дебютировал в основном составе «Динамо» в матче против «Славен Белупо», закончившемся победой «динамовцев» со счётом 1:0. Впервые отличился за «Динамо» забил 5 апреля 2009 года в матче против «Цибалии», забив два мяча на 74-й и 79-й минутах после выхода на замену на 74-й минуте. Тот матч закончился со счётом 4:3 в пользу динамовцев.
В конце августа 2015 перешёл за 1 миллион евро в «Днепр», с которым подписал контракт сроком на два года.
В июле 2016 года подписал контракт с аравийским «Ан-Наср» (Эр-Рияд), контракт подписан сроком до лета 2018 года.

### Карьера в сборной
1 октября 2008 года дебютировал в молодёжной сборной Хорватии в матче против молодёжной сборной Словении.

## Достижения
- Чемпион Хорватии (5): 2008/09, 2009/10, 2010/11, 2011/12, 2012/13
- Обладатель Кубка Хорватии (4): 2008/09, 2010/11, 2011/12, 2013/14
- Обладатель Суперкубка Хорватии (1): 2014